# 天野道映
天野 道映（あまの みちえ、1936年2月15日 - 2023年7月15日）は、日本の演劇評論家。大連生まれ、東京都国分寺市在住。東京大学文学部仏文科卒、朝日新聞記者を経て、演劇評論家として活動する。人形浄瑠璃文楽、歌舞伎、ミュージカル、宝塚、現代劇の批評を書いていた。国際演劇評論家協会日本センター所属。
2023年7月15日、誤嚥性肺炎のため死去。

## 著書
- 『舞台はイメージのすみか』朝日新聞社 1982.2
- 『宝塚のルール』朝日新聞社 1994.8
- 『宝塚の快楽 名作への誘い』新書館 1997.10
- 『男役の行方 正塚晴彦の全作品』青弓社 2009.1